# Uriel Luft
Uriel Luft (* 24. August 1933 in Berlin; † 28. März 2017 in Magog/Québec) war ein kanadischer Schauspieler und Kulturmanager deutscher Herkunft.

## Leben
Luft entstammte einer jüdischen Familie, die vor der Verfolgung durch die Nationalsozialisten zunächst nach Monaco flüchtete. Seine Mutter und seine Großmutter wurden verhaftet und im KZ Auschwitz ermordet. Er selbst, sein Vater und seine jüngere Schwester überlebten die Zeit des Nationalsozialismus in der Schweiz. 
Luft begann seine Laufbahn als Bühnen- und Filmschauspieler in Paris und New York und kam 1957 nach Kanada, wo er als Schauspieler in mehreren Fernsehserien und Filmen wie Nikki, Wild Dog of the North (Nikki, Held des  Nordens, 1961) und  Le ruffian (Der Rammbock, 1983) bekannt wurde. 1958 wurde er bei Les Grands Ballets Canadiens als Beleuchter von Ludmilla Chiriaeff engagiert, die bald darauf seine Frau wurde. 1961 wurde er Generaldirektor des Balletts, mit dem er in Kanada, den USA, Südamerika, Europa und Asien gastierte. Mitte der 1970er Jahre wurde er Direktor der Tanz-, Kunst- und Kulturprogramme für die Olympischen Sommerspiele 1976 in Montreal und organisierte während der Olympischen Spiele mehr als einhundert Tanzveranstaltungen. Danach wurde er Direktor der Conservatories of Music and Drama der Provinz Québec.
1978 war Luft Mitbegründer der Specdici Inc., für die er als Manager und Agent Tanzveranstaltungen betreute. 1980 war er an der Gründung der Agentur Danse! in Montreal und Toronto beteiligt, die später in der Great Artists Management Inc., der zu der Zeit größten Agentur für darstellende Künste in Kanada, aufging. Parallel war er in der Agentur CINARS aktiv und wurde deren Generaldirektor.
Im Jahr 1984 gründete Luft die Atmo Productions, mit der er u. a. Veranstaltungen des Kabuki Theatre, des Philharmonieorchesters Japan, der Yamato Drummers und der Perkussionsgruppe Ondekoza, des Stuttgarter Balletts und des Nederlands Dans Theater in Kanada organisierte. Verdient machte er sich auch als Förderer von kanadischen Tanzkompagnies und Tänzern wie La La La Human Steps, BJM Danse, Margie Gillis und Louise Lecavalier. Das National Arts Centre zeichnete ihn 2009 mit dem Award for Distinguished Contribution to Touring aus.